# Shelby Rogers
Shelby Rogers (født 13. oktober 1992 i Mount Pleasant, South Carolina, USA) er en professionel kvindelig tennisspiller fra USA.